# 巴黎-伦敦街区

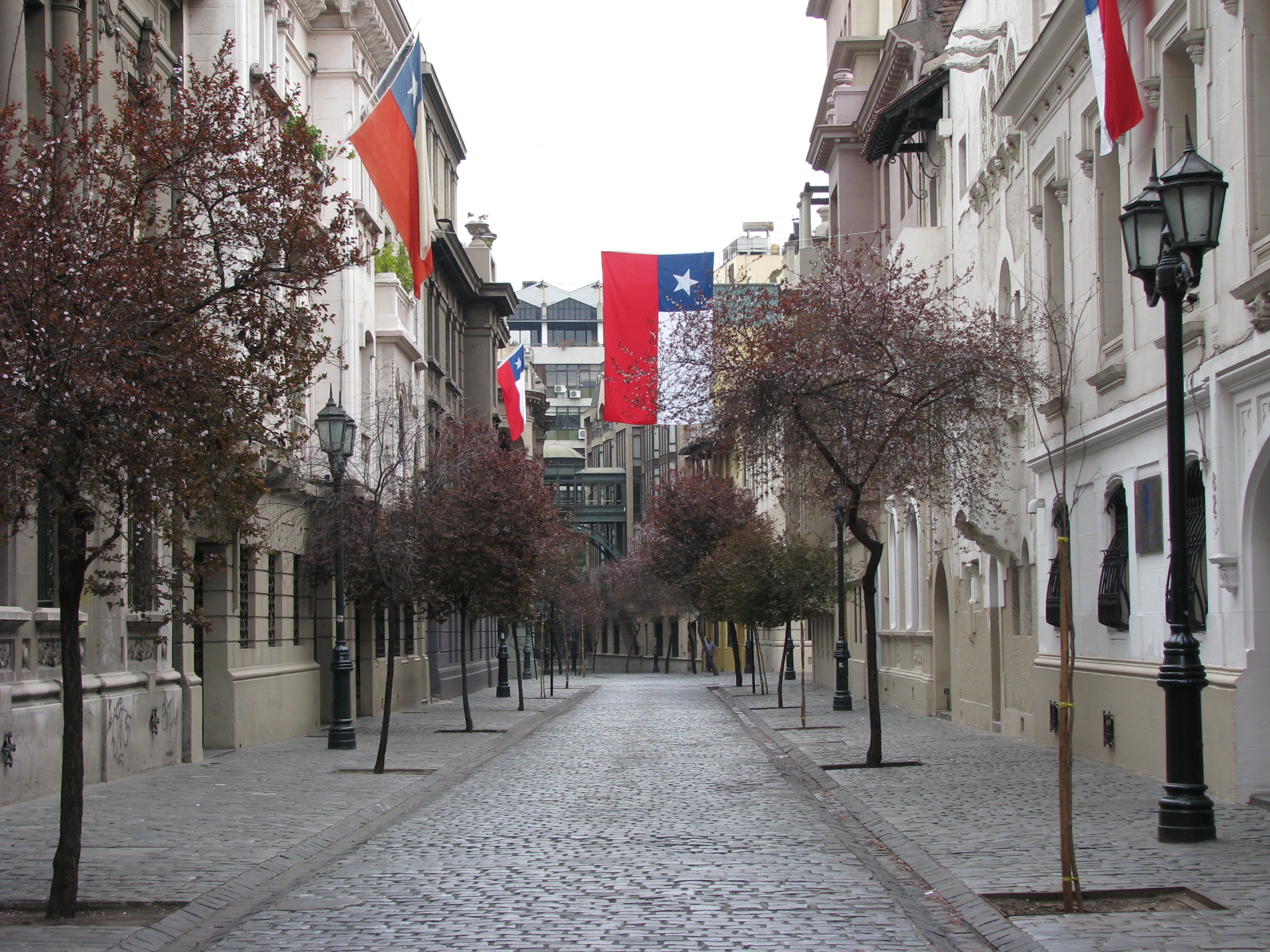
巴黎街

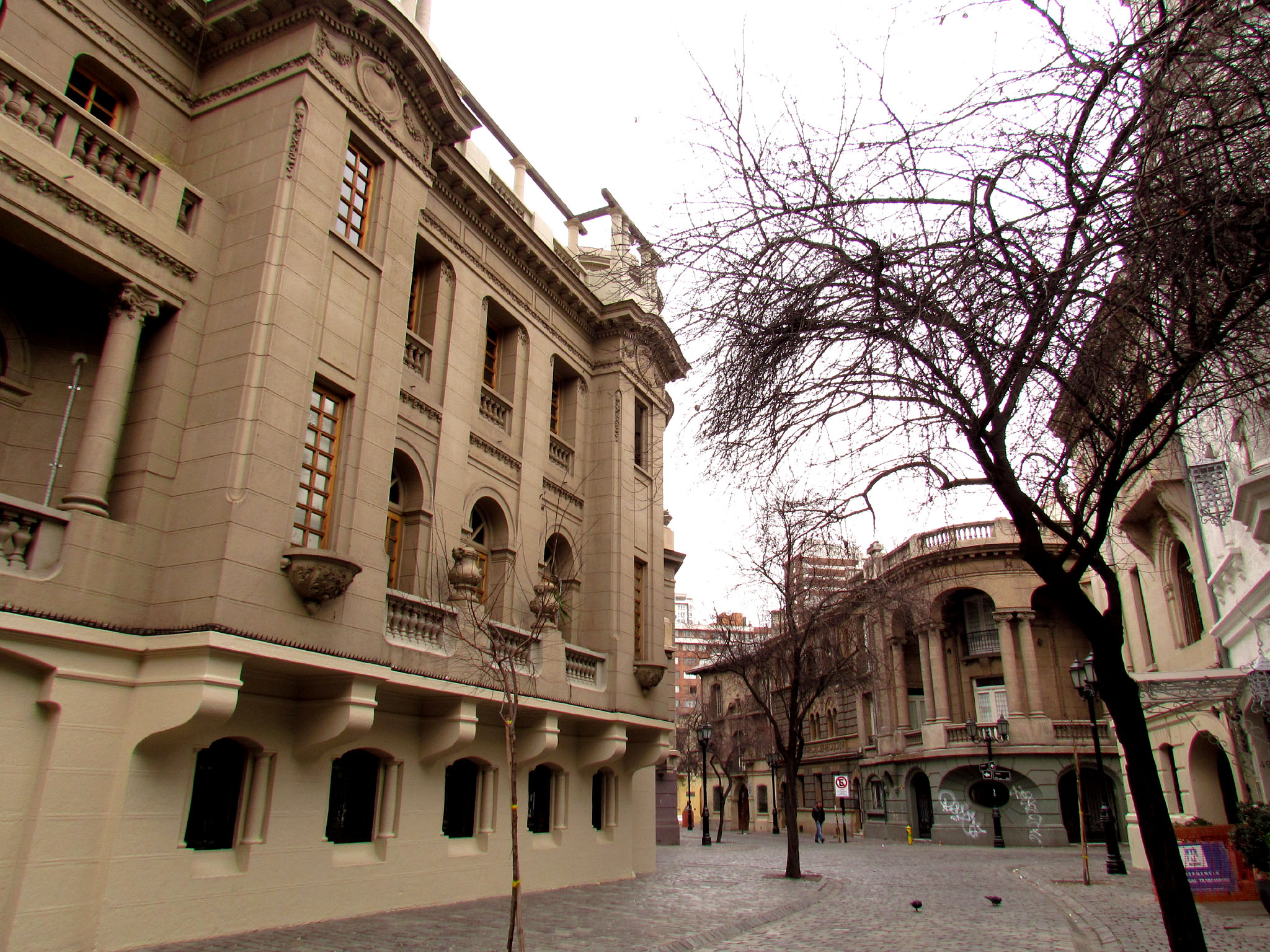
伦敦街

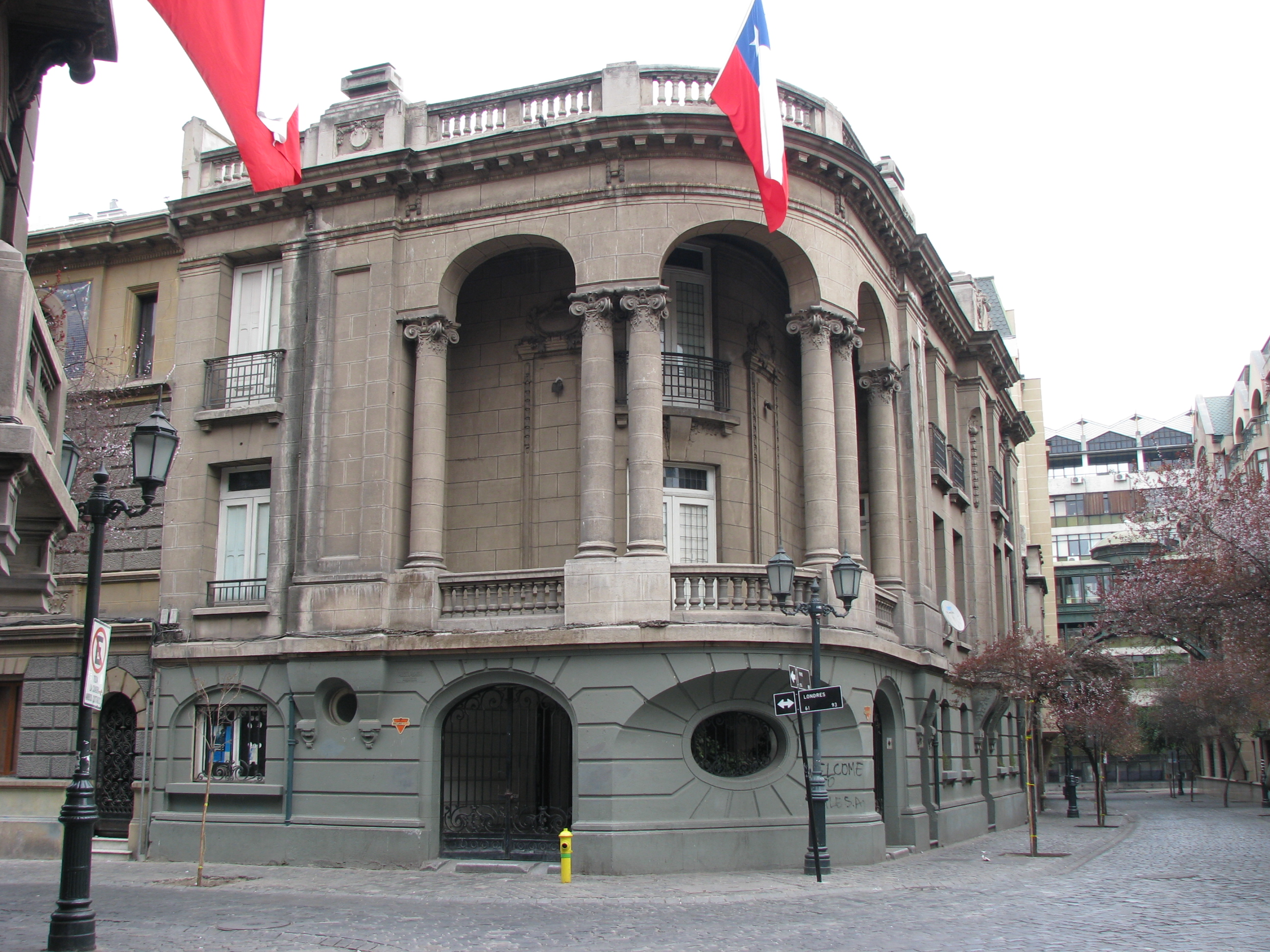
智利激进党总部

巴黎-伦敦街区（Barrio París-Londres）是智利圣地亚哥的一个街区，包括伦敦街（Calle Londres）与巴黎街（Calle París）交汇处一带，圣方济各堂（Iglesia de San Francisco）后面。巴黎-伦敦街区的特色是店铺、旅馆、酒店和鹅卵石街道，以及翻新的豪宅，令人想起巴黎的拉丁区。巴黎-伦敦街区由一群建筑师于1923年开发，仅由两条街道组成。伦敦街38/40号建筑是皮诺切特军事独裁时期的监狱和酷刑设施，大楼前面的瓷砖上，写着曾经关押在那里的政治犯的姓名。